# Парламентские выборы в Науру (1968)
Парламентские выборы в Науру прошли 26 января 1968 года.

## Предвыборная ситуация
Конституционное собрание, избранное в 1967 году, подготовило новую Конституцию в рамках подготовки к независимости. Конституция предусматривала Законодательное собрание из 18 членов, избираемых на 3-летний срок. После этого Законодательное собрание назначало Государственный совет в составе пяти человек для осуществления исполнительной власти.

## Результаты
Из 18 избранных депутатов Законодательного собрания 9 человек были членами Законнодательного совета, избранного на выборах 1966 года. 31 января 1968 года на первом заседании Законодательного собрания избрало Государственный совет, который затем избрал председателем Госсовета Хаммера Деробурта.